# Рендел
Рендел (на английски: Rendel) е финландски екшън-фентъзи филм, чиято премиера е на 6 септември 2017 г. на Фентъзи Филмфест в Германия. 

## Резюме
Финландски супергерой на име Рендел търси отмъщение срещу ВАЛА, голяма престъпна организация.